# Didon (Lefranc)
Pour les articles homonymes, voir Didon.
Didon est une tragédie de Jean-Jacques Lefranc de Pompignan, représentée pour la première fois, le 21 juin 1734, à la Comédie-Française, sous le titre d’Énée et Didon.

## Historique
C’est la première pièce de théâtre de sa création que l’auteur, âgé de vingt-cinq ans, ait donné. Cette tragédie qu’on dit inspirée de la Didon abandonnée (1724) de Métastase réussit complètement, avec 14 performances consécutives, puis 18 en tout lors de la première année, ce qui représentait de très bons chiffres pour l'époque. Reprise, dix ans plus tard, la pièce a connu le même succès. En 1746, Lefranc a publié une nouvelle version de sa pièce, à laquelle il a ajouté des scènes nouvelles et réécrit des passages entiers.
Au cinquième acte, Mademoiselle Clairon, qui est la première qui ait imaginé de paraitre sans panier sur la scène, représentant, pour la première fois, Didon, est apparue, au cinquième acte, les cheveux épars et dans le dérangement d’une personne sortant précipitamment de son lit, audace non renouvelée dans les représentations suivantes, sur les conseils de quelques « connaisseurs ».
La police a supprimé quatre vers au premier acte :
S’il fallait remonter jusques aux premiers titres

Qui du sort des humains rendent les rois arbitres,

Chacun pourrait prétendre à ce sublime honneur :

Et le premier des rois fut un usurpateur.
Encouragé par le succès prometteur de ce début, Lefranc a enchainé avec une autre tragédie intitulée Zoraïde, unanimement reçue avec enthousiasme par les comédiens, mais qui a rencontré l’opposition de Voltaire, jaloux de ce succès. Indigné de ce procédé, il a préféré retirer son manuscrit et renoncé, dès lors, à travailler pour le Théâtre-Français, pour la Comédie-Italienne. L’antagonisme entre Lefranc et Voltaire daterait de cet épisode.

## Analyse
L’auteur s’est inspiré du 4e chant de l’Enéide, et plus encore de la Bérénice de Racine, pour imiter la simplicité d’action de Racine, mais en offrant une conception plus théâtrale. Le caractère de son principal héros, antipathique au mouvement du drame, a été modifié pour être supérieur à celui de l’Énéide. Dans cette pièce, tous les rôles y sont sacrifiés au rôle principal qui, à vrai dire, est le seul de la pièce. Lefranc a néanmoins su tempérer l’ardente piété du prince troyen. Ce n’est plus un amant sans foi, un prince faible, un dévot scrupuleux ; il reconnait l’abus des oracles, et il ose le témoigner. Il ne trompe dans ses discours ni Didon ni ses Troyens. S’il fuit, c’est en vainqueur, après avoir affermi le trône d’une reine qu’il est obligé de quitter. Selon Ronot (d), le succès de la pièce a été dû plus aux interprètes, en particulier à Quinault-Dufresne et à sa femme, l’un dans le rôle d’Énée, l’autre dans celui de Didon, qu’à son mérite littéraire.

## Originalité
Voltaire, et La Harpe après lui, a soutenu à tort que Lefranc était redevable du plan de sa tragédie et de l’invention de ses personnages à la Didon abandonnée (1724) de Métastase. Le plan de cette pièce est neuf, original et n’appartient qu’à lui. Il a, en outre, inventé plusieurs personnages de sa pièce, absents des tragédies de ses devanciers qui se sont inspirés du poème latin sans y rien ou presque rien ajouter. Il n’a emprunté à Virgile que les deux rôles de Didon et Énée, et encore, il en a modifié le caractère, surtout celui d’Énée. Les personnages d’Achate et de Madherbal sont de son invention. Le personnage de larbe ne fait qu’une seule apparition dans Virgile, tandis que Lefranc le fait paraitre plusieurs fois sur la scène, lui ménage deux entrevues avec la reine. Le personnage d’Achate, qui n’est même pas mentionné par Virgile dans l’épisode du IVe livre, joue un rôle très important dans ce drame, en tant que conseiller et confident d’Énée. Il représente la nation troyenne qui, impatiente de suivre sa destinée, témoigne son mécontentement des retards d’Énée. Il fait entendre à son maitre la voix du devoir. Il représente aussi pour ainsi dire les dieux dont il rappelle à Énée la volonté formelle. Alors qu’Énée, au mépris des oracles, jure de ne pas abandonner la reine, c’est Achate qui a la glorieuse mission de ramener le prince troyen de son égarement et de le remettre sur le chemin de l’honneur. Il a également imaginé le personnage Madherbal dans le rôle accompli du ministre fidèle à sa souveraine et du général veillant au salut de l’État. Quant à Élise, la confidente de la reine, elle remplace ici Anne, sœur de Didon, qui figure dans le poème de Virgile.

## Distribution
| Personnages.                                     | Comédiens Français ordinaires du Roi, 21 juin 1734. |
| ------------------------------------------------ | --------------------------------------------------- |
| Didon, reine de Carthage.                        | Jeanne-Marie Quinault-Dufresne                      |
| Énée, Chef des Troyens.                          | Quinault le cadet                                   |
| Iarbe, roi de Numidie.                           | Grandval                                            |
| Madherbal, ministre et général des Carthaginois. | Ponteuil (Le Franc)                                 |
| Achate, capitaine troyen.                        | Sarrazin                                            |
| Élise, femme de la suite de Didon.               |                                                     |
| Barce, femme de la suite de Didon.               |                                                     |
| Zama, officier d’Iarbe.                          |                                                     |
| Gardes, partout avec Didon.                      |                                                     |

La scène est à Carthage, dans le palais de la reine.

## Trame

### Premier acte
larbe, roi de Numidie, qui avait autrefois connu Didon à Tyr, aspire à épouser cette princesse, devenue reine de Carthage. En vain, il lui a fait demander, par deux fois, la main de Didon, qui s’est éprise d’Énée. larbe décide de se déguiser en ambassadeur pour venir lui-même parler à Didon. Lorsque Madherbal, ministre et général des Carthaginois, lui apprend les projets de mariage de Didon avec Énée, larbe, irrité, propose, mais en vain, à Madherbal de soulever les Tyriens contre leur reine. Une fois introduit auprès de Didon, il est éconduit par elle et se retire en la menaçant.

### IIeacte
Énée, flottant entre son amour pour Didon et la volonté des dieux qui l’appellent en Italie, fait part à son fidèle Achate du trouble qui agite son âme. Celui-ci le presse de renoncer à son amour et lui annonce que les Troyens commencent à murmurer contre ses hésitations. Énée, ébranlé par le discours d’Achate, laisse entrevoir à la reine ce qu’ils doivent craindre tous deux des projets des Troyens. Les oracles vont être consultés sur le parti à prendre. Une dernière fois, larbe demande à parler à la reine ; il a beau quitter son déguisement et se faire connaitre à Didon. Celle-ci ne lui donne aucune espérance.

### IIIeacte
Le roi des Numides, exaspéré du second refus de Didon, jure de se venger et de punir la reine. Madherbal, après avoir en vain cherché à le calmer, dévoile à la reine les projets néfastes de larbe, et lui conseille de veiller aux moyens de défense. La reine rejette avec indignation la proposition qui lui est suggérée de le retenir prisonnier dans Carthage. Cependant Énée, tout ému, rapporte à la reine la réponse défavorable des oracles. Didon s’emporte, l’accable de reproches et s’évanouit. À cette vue, Enée jure de ne pas abandonner la reine et de ne pas se soumettre à la volonté des dieux.

### IVeacte
Achate fait à Énée de vives remontrances : il lui représente l’avenir qui a été promis à son fils Ascagne et les destinées glorieuses, réservées par les dieux, à ses descendants. Touché par ce discours, Énée se ressaisit, désavoue sa faiblesse et se dispose à partir. Didon survient et lui annonce les dangers qui menacent ses jours et son trône : Iarbe, à la tête de ses troupes, envahit Carthage.

### Veacte
Ému de pitié, le héros troyen se pose en défenseur de la reine, s’élance au combat à la tête des Troyens, tue larbe et met les Numides en fuite. Madherbal fait à Didon le récit de cette victoire, mais en même temps il lui apprend le départ et lui redit les adieux d’Énée, qui a saisi l’occasion de sa victoire pour s’éloigner à jamais de Carthage. De désespoir, la reine déçue dans ses projets se poignarde sous les yeux de ses femmes et expire en reconnaissant ce qu’elle doit à Énée et en lui adressant ses derniers soupirs.